# Sejm zwyczajny 1728 (odwołany)
Sejm zwyczajny 1728 (odwołany) – sejm zwyczajny I Rzeczypospolitej został zwołany 18 czerwca 1728 roku do Warszawy.
Sejmiki przedsejmowe w województwach odbyły się 23 sierpnia 1728 roku, a sejmiki główne prowincjonale odbyły się 13 września 1728 roku.
Rozpoczęcie obrad zaplanowano na 4 października, ale sejm został odwołany 13 września 1728 roku z powodu choroby króla.